# Fibulare Hemimelie

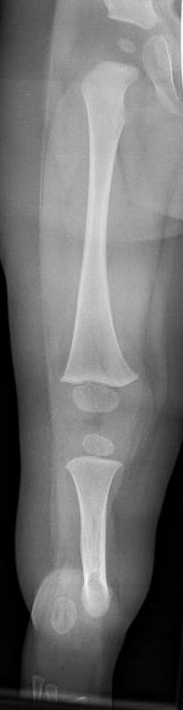
Fibulare Hemimelie Typ II bei einem 18 Monate alten Kind

Eine fibulare Hemimelie oder ein fibulärer Längsdefekt ist das angeborene Fehlen (Aplasie) oder die Unterentwicklung (Hypoplasie) des Wadenbeins (Fibula). Sie kann isoliert, häufiger aber in Verbindung mit Fehlbildungen des Oberschenkelknochens (proximaler Femurdefekt), Fehlbildungen am Fuß lateral sowie mit einer Verkürzung des gesamten Unterschenkels vorkommen. Das noch wesentlich seltenere angeborene Fehlen des Schienbeines wird als tibiale Hemimelie bezeichnet.
Synonyme sind: Fibulaaplasie, fibuläre longitudinale Hypoplasie, paraxiale longitudinale Hypoplasie; fibuläre longitudinale Meromelie, kongenitaler longitudinaler Reduktionsdefekt der Fibula.

## Häufigkeit
Diese seltene Erkrankung kommt bei 3 von 100.000 Neugeboren vor. Das männliche Geschlecht soll  doppelt so oft betroffen sein wie das weibliche. Bei zwei Drittel der Patienten ist lediglich ein Bein betroffen, das rechte häufiger.

## Ursache
Die Ursache ist bislang nicht bekannt. Familiäre Häufung kommt vor.

## Einteilung
Es gibt zahlreiche Einteilungen, die vor allem die Größe des Defekts berücksichtigen, wie die Klassifikation nach Achtermann und Kalamchi:
- Typ IA  Hypoplasie der Fibula proximal, Sprunggelenksgabel intakt
- Typ IB  wie IA, jedoch mit Fehlformung der Sprunggelenksgabel
- Typ II  Komplette Aplasie der Fibula

Da aber die Defektgröße nicht besonders mit der Fehlstellung korreliert, hat Paley eine Einteilung nach der Stärke der Fehlstellung des Fußes und des oberen Sprunggelenks entworfen, die besser für die Auswahl der Therapie-Optionen und zur Planung der dreidimensionalen operativen Korrektur geeignet ist:
- Typ 1 Stabiles normales oberes Sprunggelenk
- Typ 2 Dynamische, korrigierbare Valgus-Fehlstellung im oberen Sprunggelenk
- Typ 3 Fixierte Valgus- und Spitzfuß-Stellung (mit vier Untertypen)
- Typ 4 Fixierte Varus- und Spitzfuß-Stellung (Klumpfuß-Typ)

## Klinik
Eine Hypoplasie oder Aplasie der Fibula ist meist Teil eines Fehlbildungsspektrums mit Veränderungen auch am Knie, Oberschenkel, Schienbein und Fuß.
Funktionell im Vordergrund steht die im Verlauf des Wachstums zunehmende Beinverkürzung, die bis zu 12–18 % der Beinlänge ausmachen kann und fast immer auch mit einer Verkürzung des Oberschenkels einhergeht (Femurhypoplasie).
Das Schienbein weicht in der Regel vorn-seitlich ab, besonders stark bei vollständigem Fehlen der Fibula. Am Knie ist oft der laterale Femurkondylus unterentwickelt und es besteht ein Genu valgum (X-Bein). Oft fehlt auch das vordere Kreuzband.
Fast immer ist der Fuß mitbeteiligt, häufig besteht eine Knick- und Spitzfuß-Stellung. Es können alle Zehen angelegt sein, oder es sind nur die medialen Strahlen des Fußes mit den Zehen 1–3 angelegt, während die beiden äußeren Zehen 4–5 fehlen können. Eventuell fehlen Teile des Rückfußes oder sind fusioniert (Tarsale Koalition), oft als talocalcaneale Koalition.
Nicht selten liegt im Sprunggelenk ein Kugeltalus, eine Kugelgelenkdeformität, englisch „ball-in-socket“-Gelenk vor mit gestörter Gelenkmechanik.
Assoziierte Fehlbildungen können sein: Proximaler Femurdefekt, Kraniosynostose, Fehlbildungen an den Zehen. Eine Fibulare Hemimelie kann im Zusammenhang mit Skelettdysplasien und Dysostosen auftreten, so im Rahmen des Femur-Fibula-Ulna-Syndromes.

## Diagnostik
Bereits im Mutterleib kann während einer Ultraschalluntersuchung die Fehlbildung erkannt werden, die Verkürzung und Verkrümmung ist nach der Geburt offensichtlich.
Ein Röntgenbild kann das Ausmaß der Fehlbildung sowie zusätzliche knöcherne Veränderungen dokumentieren.

## Differentialdiagnose
Abzugrenzen sind das Amniotisches-Band-Syndrom, Thalidomid-Embryopathie, das Fuhrmann-Syndrom und weiter Skelettdysplasien und Dysostosen mit asymmetrischer Beteiligung der unteren Gliedmaßen.

## Behandlung
Die Behandlung sollte so bald wie möglich an einem kinderorthopädischen Zentrum erfolgen. Das Spektrum der Behandlungsmöglichkeiten reicht von Orthesen, Prothesen über Umstellungsosteotomien, operative Beinverlängerung bis zur Amputation. Je niedriger die Klassifizierung erfolgen konnte, desto eher ist mit einem Beinerhalt und guter Funktionsfähigkeit zu rechnen.

## Bekannte betroffene Personen
- Oscar Pistorius
- Aimee Mullins
- Jessica Long